# Istmo de Ofqui
Istmo de Ofqui är ett näs i Chile.   Det ligger i regionen Región de Aisén, i den södra delen av landet, 1 500 km söder om huvudstaden Santiago de Chile. Istmo de Ofqui ligger 16 meter över havet.
Terrängen runt Istmo de Ofqui är platt västerut, men åt sydost är den kuperad. Havet är nära Istmo de Ofqui åt nordost. Trakten runt Istmo de Ofqui är nära nog obefolkad, med mindre än två invånare per kvadratkilometer.. Det finns inga samhällen i närheten.